# Arcachon
Arcachon je francouzská obec v departementu Gironde v regionu Akvitánie. V roce 2009 zde žilo 11 441 obyvatel. Je centrem arrondissementu Arcachon a jedinou obcí kantonu Arcachon.

## Rodáci
- Humbert Balsan (1954–2005), filmový producent
- Béatrice Métraux (* 1955), politička
- Carlos Salzedo (1885–1961), hudebník a skaldatel

## Partnerská města
- Goslar, Dolní Sasko, od roku 1965
- Aveiro, Portugalsko